# Ulver
Ulver är en norsk experimentell musikgrupp som bildades som ett neoklassiskt och folkmusikinspirerat black metal-band i Oslo 1993.
Bandets första tre skivor och första demos är rena black metal-verk (ofta med varg- och varulvstema). Efter detta kom en stegrande utveckling mot mer komplex och experimentell musik som inleddes med skivan Themes From William Blake's The Marriage of Heaven and Hell. Efter det har även gruppen arbetat tillsammans med experimentella band som Sunn O))). Bandet befinner sig idag långt ifrån sitt black metal-ursprung.

## Medlemmar
Nuvarande medlemmar
- Trickster G/Garm (Kristoffer Rygg) – programmering (2000– ), sång (1993– ) (fd medlem i Borknagar)
- Tore Ylwizaker (Tore Ylvisaker) – programmering, keyboard (1998– )
- Jørn H. Sværen – div. Instrument (2000– )
- Daniel O'Sullivan – gitarr, basgitarr, keyboard (2009)

Tidigare medlemmar
- Mean Malmberg (Paul Robin Malmberg) – basgitarr (1993)
- Czral (Carl-Michael Eide aka Exhurtum) – trummor (1993)
- A. Reza (Ali Reza) – gitarr (1993)
- Grellmund (Sigmund Andreas Løkken) – gitarr (1993; död 1997)
- Haavard (Håvard Jørgensen) – gitarr, keyboard (1993–1998)
- Steinar Sverd Johnsen – piano (1994)
- Shagrath (Stian Tomt Thoresen) – gitarr (1994)
- Skoll (Hugh Stephen James Mingay) – basgitarr (1994–1998)
- AiwarikiaR (Erik Olivier Lancelot) – trummor, flöjt (1994–1998)
- Aismal (Torbjørn Pedersen aka Tykje) – gitarr (1994–1997)
- Knut Magne Valle – gitarr (1998)

Turnerande medlemmar
- Lars Pedersen – trummor, slagverk (2009– )
- Ole Aleksander Halstensgård – elektronik (2009– )
- Pamelia Kurstin – theremin (2009– )
- Anders Møller – trummor (2014– )
- Stian Westerhus – gitarr (2017– )

Bidragande musiker (studio)
- Hellhammer (Jan Axel Blomberg) – trummor
- Lars Pedersen – trummor
- Ole Aleksander Halstensgård  – programmering
- Pamelia Kurstin – theremin

## Diskografi
Demo
- 1993 – Rehearsal 1993
- 1993 – Vargnatt

Studioalbum
- 1995 – Bergtatt - Et Eeventyr i 5 Capitler
- 1996 – Kveldssanger
- 1997 – Nattens Madrigal - Aatte Hymne til Ulven i Manden
- 1998 – Themes From William Blake's The Marriage of Heaven and Hell
- 2000 – Perdition City
- 2005 – Blood Inside
- 2007 – Shadows of the Sun
- 2011 – Wars of the Roses
- 2012 – Childhood's End
- 2013 – Messe I.X-VI.X
- 2016 – ATGCLVLSSCAP
- 2017 – The Assassination of Julius Caesar
- 2020 – Flowers of Evil
- 2021 – Scary Muzak
- 2024 – Liminal Animals

Soundtrack-album
- 2002 – Lyckantropen Themes
- 2003 – Svidd neger
- 2016 – Riverhead

Livealbum
- 2013 – Live at Roadburn – Eulogy for the Late Sixties
- 2019 – Drone Activity[1][2]

EP
- 1999 – Metamorphosis
- 2001 – Silence Teaches You How to Sing
- 2001 – Silencing the Singing
- 2003 – A Quick Fix of Melancholy
- 2017 – Sic Transit Gloria Mundi

Singlar
- 2011 – "February MMX"
- 2012 – "Roadburn EP"

Samlingsalbum
- 1997 – The Trilogie - Three Journeyes through the Norwegian Netherworlde (Picture Disc box)
- 2002 – Teachings in Silence
- 2003 – 1993-2003: 1st Decade In The Machines
- 2012 – Oddities and Rarities #1
- 2014 – Trolsk sortmetall 1993-1997

Video
- 2012 – The Norwegian National Opera (Live Blu-ray/DVD, även släppt i CD/DVD och 2LP-versioner år 2013)

Annat
- 1994 – "Mourning" – Mysticum / "Ulverytternes kamp" – Ulver (delad singel)
- 2014 – Terrestrials (samarbete Sunn O))) & Ulver)